# Laura Clarke
Laura Mary Clarke, née le 3 juin 1978), est une diplomate britannique. Elle est haut-commissaire en Nouvelle-Zélande et gouverneure de Picairn de 2018 à 2022.

## Biographie
Laura Clarke est diplômée de l'université de Cambridge et de la London School of Economics.
Elle travaille au ministère de la Justice, au Parlement britannique et auprès de la Commission européenne puis comme coordinatrice du gouvernement britannique pour l'Inde et chef du département de l'Asie du Sud au sein du bureau des Affaires étrangères et du Commonwealth. En janvier 2018, elle devient haut-commissaire en Nouvelle-Zélande et gouverneure de Picairn. De mars 2018 à décembre 2019, elle est également haut-commissaire aux Samoa.
En juillet 2020, Clarke lance les négociations pour un accord de libre-échange entre le Royaume-Uni et la Nouvelle-Zélande aux côtés de la Première ministre Jacinda Ardern et du ministre néo-zélandais du Commerce David Parker.
Elle quitte ses fonctions à l'été 2022 et devient directrice générale de ClientEarth, organisation mondiale de droit de l'environnement à but non lucratif, le 5 septembre suivant.